# Orden Militar de Maximiliano José
La Orden Militar de Maximiliano José (en alemán Militär-Max-Joseph-Orden) fue una condecoración puramente militar, que constituyó la más alta condecoración del Reino de Baviera. La Orden fue creada el 1 de enero de 1806 por Maximiliano I de Baviera, el primer rey de Baviera.
La Orden estaba subdividida en tres órdenes: Gran Cruz (Großkreuz), Cruz de Comendador (Kommandeurkreuz) y Cruz de Caballero (Ritterkreuz). Cuando los condecorados con la Orden no formaban parte de la nobleza, la concesión de la Orden era equivalente a la concesión de un título de nobleza, motivo por el cual a partir de entonces añadía Ritter von ('Caballero de') a su nombre.
La Orden quedó obsoleta en 1918 tras el colapso del Reino de Baviera y de todo el Imperio alemán del que formaba parte el reino tras la derrota en la Primera Guerra Mundial, pero la Cancillería de la Orden siguió con la tramitación de peticiones acerca de la guerra al menos hasta 1922.

## Descripción
La insignia de la Orden era una Cruz de Malta de oro esmaltada en blanco, con esfera en cada una de las puntas de la cruz. El medallón central, de esmalte azul y perfilado en oro, exhibía el monograma de Max Joseph (Maximiliano I) sobre el anverso (una cursiva «MJK») y la divisa latinas de la Orden, «Virtuti pro patria» («Valor por la patria») sobre el envés, ambos de oro. Sobre la cruz había una corona, también de oro.
La insignia de la Cruz de Caballero era mucho más pequeña que las de muchas otras Órdenes militares y condecoraciones. Medía 28 mm de ancho (y 50 mm de alto incluyendo la corona y el anillo superior para unir el conjunto a la cinta), frente a la Orden del Mérito Militar de Baviera, la insignia de cuyos grados inferiores medía de 41 mm a 45 mm. Se llevaba colgada de una cinta sobre el medallero delante de otras condecoraciones o, más normalmente, se llevaba separadamente, en el ojal.
En 1951, la Cancillería de la Orden, que sigue existiendo, permitió que la Cruz de Caballero se llevase en una cinta alrededor del cuello, una práctica que fue seguida en forma no oficial durante algún tiempo. La insignia de la Cruz de Comendador era algo más grande que la Cruz de Caballero, midiendo 38 mm por 55 mm. Se llevaba colgada de una cinta alrededor del cuello. La Gran Cruz era todavía mayor (68 mm por 100 mm), y tenía rayos de oro entre los brazos de la cruz.
La estrella de la Orden, que sólo acompañaba a la Gran Cruz, era una estrella de plata de ocho puntas (con cada punta formada por cinco rayos). En el centro de la estrella destacaba una insignia de la Orden, pero con un medallón de gran tamaño, llevando la divisa «Virtuti pro patria».
La cinta de la Orden era de moiré negro con rayas blancas en la parte más interior del borde y azules en la parte más exterior.

## Título nobiliario
Para quienes recibían la concesión de la Orden sin ser previamente miembros de la nobleza, el nombramiento de la orden equivalía a una carta patente de nobleza. Dicha patente de nobleza no era transmisible por herencia, siendo similar a un título de nobleza vitalicio de los existentes en el Reino Unido. Cuando uno de los receptores era ennoblecido, modificaba su nombre, añadiendo entre nombre y apellido la expresión del título, Ritter von ('Caballero de').
Tal patente de nobleza sólo era aplicable a ciudadanos bávaros; los no-bávaros no podían recibir este honor. Así, por ejemplo el general de la Primera Guerra Mundial Erich Ludendorff permaneció como Ludendorff, sin añadir el Ritter von, aunque fuese condecorado con la Gran Cruz de la Orden en 1916.
No todos los bávaros que portaban el Ritter von eran caballeros de la Orden. La Orden del Mérito de la Corona bávara, un honor alto bávaro de tipo civil (pero que igualmente con frecuencia era concedido al personal militar) también confirió una patente de nobleza. Así el presidente de Baviera en los años 1920, Gustav Ritter von Kahr había recibido la Orden del Mérito de la Corona bávara, no la Orden Militar de Max Joseph. El de Ritter von era por otra parte igualmente un título hereditario en algunas familias nobles y no tenía ninguna conexión con ninguna de estas dos órdenes.